# 第十三季超級籃球聯賽新人選秀會
2015年第13季SBL超級籃球聯賽新人選秀會為超級籃球聯賽（SBL）在第13季SBL開打之前舉辦的第9屆新人選秀會，於2015年9月15日舉行。本屆新人選秀會共有31人參與，最終有19人獲選，由施顏宗成為選秀狀元。

## 選秀結果
| →      | 順序一 | 順序二          | 順序三 | 順序四 | 順序五 | 順序六          | 順序七 |
| [ 3 ]  | 達欣   | 金酒            | 臺銀   | 裕隆   | 台啤   | 富邦            | 璞園   |
| ------ | ------ | --------------- | ------ | ------ | ------ | --------------- | ------ |
| 第一輪 | 施顏宗 | （富邦） 蕭順議 | 呂冠霆 | 柯旻豪 | 于煥亞 | 楊興治          | 林任鴻 |
| 第二輪 | 王子綱 | （富邦） 林孟學 | 蔡勝耀 | 簡肇熠 | 吳怡斌 | （金酒） 李家慶 | 放棄   |
| 第三輪 | 郭昭男 | 邱金龍          | 放棄   | 劉丁維 | 王泰傑 | 放棄            | 不適用 |
| 第四輪 | 廖家震 | 鄭騏寬          | 不適用 | 放棄   | 放棄   | 不適用          | 不適用 |
| 第五輪 | 放棄   | 放棄            | 不適用 | 不適用 | 不適用 | 不適用          | 不適用 |

| 輪次 | 總順位 | 球員   | 位置 | 選中球隊                  | 畢業/就讀學校    |
| ---- | ------ | ------ | ---- | ------------------------- | ---------------- |
| 1    | 1      | 施顏宗 | 前鋒 | 臺北達欣工程              | 義守大學         |
| 1    | 2      | 蕭順議 | 前鋒 | 富邦勇士 （來自金門酒廠） | 國立臺灣藝術大學 |
| 1    | 3      | 呂冠霆 | 中鋒 | 臺灣銀行                  | 國立臺灣藝術大學 |
| 1    | 4      | 柯旻豪 | 後衛 | 裕隆納智捷                | 義守大學         |
| 1    | 5      | 于煥亞 | 後衛 | 台灣啤酒                  | 國立臺灣師範大學 |
| 1    | 6      | 楊興治 | 前鋒 | 富邦勇士                  | 國立臺灣師範大學 |
| 1    | 7      | 林任鴻 | 前鋒 | 璞園建築                  | 國立臺灣師範大學 |
| 2    | 8      | 王子綱 | 後衛 | 臺北達欣工程              | 國立高雄師範大學 |
| 2    | 9      | 林孟學 | 中鋒 | 富邦勇士 （來自金門酒廠） | 國立體育大學     |
| 2    | 10     | 蔡勝耀 | 後衛 | 臺灣銀行                  | 義守大學         |
| 2    | 11     | 簡肇熠 | 後衛 | 裕隆納智捷                | 中國文化大學     |
| 2    | 12     | 吳怡斌 | 中鋒 | 台灣啤酒                  | 義守大學         |
| 2    | 13     | 李家慶 | 前鋒 | 金門酒廠 （來自富邦勇士） | 輔仁大學         |
| 3    | 14     | 郭昭男 | 前鋒 | 臺北達欣工程              | 國立高雄師範大學 |
| 3    | 15     | 邱金龍 | 前鋒 | 金門酒廠                  | 國立臺灣藝術大學 |
| 3    | 16     | 劉丁維 | 前鋒 | 裕隆納智捷                | 台灣首府大學     |
| 3    | 17     | 王泰傑 | 後衛 | 台灣啤酒                  | 國立臺灣師範大學 |
| 4    | 18     | 廖家震 | 後衛 | 臺北達欣工程              | 輔仁大學         |
| 4    | 19     | 鄭騏寬 | 前鋒 | 金門酒廠                  | 世新大學         |

參考資料：

## 選秀權交易
1. 1 2 3 4 5 6  2015年8月27日，富邦勇士與金門酒廠進行交易[4]：
  - 富邦勇士獲得金門酒廠第十三季新人選秀會第一輪以及第二輪選秀權
  - 金門酒廠獲得陳則語以及富邦勇士第十三季新人選秀會第二輪選秀權
2. 1 2  台灣啤酒與金門酒廠第十三季超級籃球聯賽進行交易[5]：
  - 台灣啤酒獲得金門酒廠第十三季新人選秀會第三輪遴選球員邱金龍
  - 金門酒廠獲得台灣啤酒第十四季新人選秀會第二輪選秀權

## 選秀報名
2015年8月17日，為本屆新人選秀會的報名截止日。8月18日，中華民國籃球協會宣佈共32人參與新人選秀會。9月14日，蘇奕晉在新人選秀會前一天宣布退出，最終31人參與新人選秀會：
- 郭昭男
- 簡肇熠
- 蔡勝耀
- 林孟學
- 洪康喬
- 廖家震
- 蕭順議
- 邱金龍
- 呂冠霆
- 倪學謙
- 王子綱
- 鄭騏寬
- 陳尚龍
- 陳建嘉
- 王泰傑
- 于煥亞
- 林任鴻
- 柯旻豪
- 施顏宗
- 吳怡斌
- 向鵬安
- 廖健凱
- 王聖浩
- 余煜祥
- 劉丁維
- 古人傑
- 李家慶
- 王政富
- 鄭至唐
- 楊興治
- 鄭子洋

## 外部連結
- YouTube上的2015第13季SBL超級籃球聯賽 選秀會